# Pietro Lanzilotta
Pietro Francesco Lanzilotta (Castellana Grotte, 28 agosto 1906 – Castellana Grotte, 1º settembre 1984) è stato un compositore e direttore di banda italiano.

## Biografia
Figlio di Pietro Lanzilotta e Giuseppina Labbruzzo, studiò a Napoli presso il conservatorio San Pietro a Majella, all'epoca diretto da Francesco Cilea e ottenne privatamente il diploma di maestro e un'autorizzazione dal Ministero della pubblica istruzione che gli consentiva di svolgere la professione di maestro e direttore di banda.
Dopo aver assistito a Napoli nel 1927 ad un concerto di jazz presso il teatro Santa Lucia, fondò a Castellana l'orchestra Lanzilotta, con la quale si esibiranno note cantanti italiane di quei tempi, (Nilla Pizzi, Clara Jaione, Nicla Di Bruno, Gloria Christian, Franca Raimondi e Carla Boni).
A Castellana, il maestro oltre alla professione di direttore di banda insegnava musica nella scuola comunale, e teneva un corso di orientamento bandistico per tutti i ragazzi che desideravano suonare nella banda cittadina.
Dall'incontro con Padre Pio D'Andola (del Convento dei Frati Minori "Maria SS. della Vetrana" di Castellana Grotte) inizia una svolta nella vita del Maestro, infatti comincia a comporre musiche sacre e per bambini. Nel 1969 fonda insieme a Padre Pio D'Andola il coro "Cantabimbi", grazie al quale molti bambini oltre a divertirsi si sono avvicinati alla fede.
Nel 2012 il Comune di Castellana Grotte ha intitolato una strada a suo nome.

## Opere
La sua più nota composizione è senz'altro la marcia Spagnolita composta nel 1935, molto conosciuta tra le bande e di recente entrata a far parte del repertorio della banda dei Marines degli Stati Uniti D'America. 
La marcia Spagnolita è stata, inoltre, utilizzata in una scena di ''Show Me What You Got'', film diretto da Svetlana Cvetko, acclamato dal pubblico della sessantacinquesima edizione del Taormina film festival.

### Marce
- Spagnolita, marcia caratteristica (composta nel 1935)
- Serenìta, marcia sinfonica (composta nel 1951)
- Marcia in blu, marcia caratteristica
- Pugliesina, marcia sinfonica (composta nel 1953)
- Omaggio al patronato, marcia sinfonica
- Eureka!, marcia sinfonica
- Gioia d'Aprìle, marcia sinfonica
- Nostalgia di primavera, marcia sinfonica
- Brillantella, marcia in stile americano
- Triste rintocco, marcia funebre (in memoria della sorella: Serafina Lanzilotta, composta nel 1967)
- Dolorosa, marcia funebre
- Eterna dimora, marcia funebre (composta nel 1950)
- L'ultimo cipresso, marcia funebre (in memoria del Maestro: Amedeo Vella, composta nel 1944)
- Anima Santa, marcia funebre

### Musica leggera
- Drin Drin Cha Cha Cha (testo di Carla Boni)
- Con te sempre con te
- Gioia di vivere, valzer viennese
- Voluttà, valzer lento
- Dolce ricordo, valzer brillante
- Sognando in gondola
- Credo ancor nell'amor
- Teresuccia, polka
- Capricciosa, polka
- Girandola, paso doble
- Il frenetico, tango
- Minuetto
- Tutto Cremisi
- Tirolesina, mazurca
- Tira e molla, mazurca (composta assieme al nipote Nicola Corbascio)
- La scherzosa, mazurca (composta assieme al nipote Nicola Corbascio)
- La canzone delle vallette
- Fantasia notturna

### Musica per voci bianche
- Gioia di cantare
- Vieni con noi
- Il miele di frate Pepè
- Ogni stella, una mamma
- Farfallina
- Ora lo so
- Tuca Tuca con papà
- La gioia di Natale
- Girotondo yè yè
- La campana di Natale

### Arrangiamenti
- Eternamente (brano tratto dal film Luci della ribalta di Charlie Chaplin, per banda e corale a 4 voci dispari)
- L'amore è una cosa meravigliosa (per banda e corale a 4 voci dispari)
- Io, la mia veste (spiritual tradizionale "I Got Shoes" [Heav'n, Heav'n] per corale a 4 voci dispari e orchestra)
- Ave Maria (di F.Schubert per corale a 4 voci dispari e orchestra)
- Coro dei pellegrini (tratto dal Tannhäuser di Wagner per corale a 4 voci dispari e orchestra)
- La speranza (di G.Rossini per corale a 4 voci dispari e orchestra)
- Serenata (di F.Schubert per orchestra di fiati)

### Musica religiosa
- Marcia Religiosa
- Questa è la mia strada (ingresso)
- Vieni Signore tra noi (comunione)
- Tutto in Te (ingresso, raduni, paraliturgia)
- Spirito Santo, Respiro di Dio (vestizione, professione, raduni)
- Tu Sacerdote eterno (ordinazioni, anniversari)
- Signore benedici (offertorio)
- Inno a Maria santissima della Vetrana (canto mariano)
- Alleluja
- Padre  nostro
- Salve! o Madre santa (canto mariano)

```
Laudato sia
 (cantico di frate sole)
```

#### Messa"Madonna della Vetrana"
- Signore pietà
- Santo
- Agnello di Dio

#### Messa"Madonna del Pozzo"
- Signore Pietà
- Santo
- Agnello di Dio

#### Messa Semplice
- Santo
- Agnello di Dio